# Dotace na obnovu vozidel veřejné dopravy
Dotace na obnovu vozového parku pro veřejnou dopravu je v České republice jednou z forem, kterou stát dotuje veřejnou dopravu. Podpora obnovy vozového parku je účelově vázanou systémovou investiční dotací. Základní formou podpory veřejné dopravy je v České republice úhrada prokazatelné ztráty krajem, obcemi nebo státem. Hlavním deklarovaným cílem je podpora služeb obecného hospodářského zájmu (bezpečnosti a spolehlivosti veřejné dopravy) s ohledem na zvýšení ochrany životního prostředí, sekundárním cílem podpora přístupnosti vozidel veřejné dopravy pro osoby se sníženou schopností pohybu a orientace.

## Dotační programy v České republice
Programy státní podpory obnovy vozového parku byl pro dopravní podniky měst zahájen v gesci ministerstva financí od roku 1995, pro dopravce v ostatní veřejné silniční linkové dopravě v gesci ministerstva dopravy od roku 1997. V roce 2001 byly oba programy sloučeny, což znamenalo výrazné snížení podpory pro MHD. Program podpory obnovy vozidel městské hromadné dopravy a veřejné linkové dopravy pak byl vyhlášen usnesením vlády č. 550/2003. Podpora se týká pouze autobusů používaných v rámci závazku veřejné služby k zajištění základní nebo ostatní dopravní obslužnosti. Tato podpora se týká jen nákupu nových autobusů, do roku 2003 bylo možné dotaci využít i pro pořízení autobusu formou leasingu. Do podpory nelze zahrnout autobus, který nesplňuje požadavky přepravního řádu pro zajištění dopravní obslužnosti, například možnost přepravovat alespoň 1 dětský kočárek s dítětem. Dotace je účelově vázána na to, že v prvních 6 letech musí autobusu ujet alespoň 80 % kilometrického výkonu v systému, pro který byla dotace určena; výjimka může tento podíl snížit na 2/3 výkonu. Dotaci nemůže pobírat dopravce, který je v konkursu, v likvidaci nebo má nevyrovnané závazky vůči státnímu rozpočtu nebo byl na něj podán návrh na konkurs nebo exekuci. Povinností provozovatele ne-městské veřejné linkové dopravy je vyhlásit na nadlimitní veřejné zakázky výběrové řízení v souladu se zákonem o veřejných zakázkách (137/2006 Sb.). Na poskytnutí dotace není právní nárok. Dotace nemůže být kumulována s podporou z jiných místních, regionálních či vnitrostátních režimů nebo režimů Společenství.
Do roku 2000 činila tato forma podpory pro MHD kolem 550 milionů Kč ročně, pro ostatní veřejnou silniční linkovou dopravu 150 milionů Kč ročně. V roce 2001 byla podpora pro vozidla ne-městské linkové podpory jednorázově zvýšena na 363 milionů Kč a v dalších letech se ustálila na 200 milionech. Přibyla ještě speciální podpora alternativních pohonů, která v roce 2005 činila 27 milionů Kč. V roce 2006 bylo pro podporu vyhrazeno 438 milionů Kč, z toho 200 milionů Kč pro vozidla MHD, 200 milionů pro autobusy ostatní veřejné linkové dopravy a 38 milionů Kč pro podporu alternativních pohonů v obou systémech.
Do roku 2000 činil základní příspěvek 0,5 milionů na standardní linkový autobus, od roku 2001 0,6 milionu, což činilo necelých 20 % obvyklé ceny bez DPH. Rámcová usnesení vlády umožňovala podporu až do 30 % ceny.
Fixní příspěvek je odstupňovaný podle délky autobusu (přičemž nesmí přesáhnout 30 % ceny autobusu bez DPH; u nízkopodlažních 50 % ceny autobusu) a zvláštní fixní příspěvky jsou pak na alternativní typ pohonu a na nízkopodlažní provedení (tyto příspěvky nesmí přesáhnout 50 % rozdílu ceny mezi obdobným standardním autobusem a autobusem v tomto provedení). V roce 2006 byla podpora pro ne-městské autobusy odstupňovaná takto:
- autobus do 7,5 m: 0,25 milionu (+ 0,25 mil. za plynový pohon); nízkopodlažní 1,2 mil. Kč
- autobus do 10,7 m: 0,5 milionu (+ 0,7 mil. za plynový pohon); nízkopodlažní 1,5 mil. Kč
- autobus do 13 m: 0,6 milionu (+ 0,8 mil. za plynový pohon); nízkopodlažní 2,3 mil. Kč
- autobus nad 13 m: 0,9 milionu (+ 0,9 mil. za plynový pohon); nízkopodlažní 3 mil. Kč

Další fixní příspěvek 0,2 milionu byl na nástupní plošinu pro invalidy. Podpora nízkopodlažních autobusů i v ne-městské dopravě byla vyhlášena pro odůvodněné případy na roky 2005 a 2006.
V březnu 2008 zaslalo Ministerstvo dopravy ČR Evropské komisi návrh programu obnovy vozidel na roky 2008–2013. Změnou je snížení horního limitu podpory z 30 % na 25 % ceny autobusu, zvýšení dotací na plynový nebo elektrický pohon a na nízkopodlažní autobusy, příspěvek na informační systém pro nevidomé a slabozraké osoby atd. Evropská komise návrh schválila.
Pro rok 2008 byly vyhlášeny dotace (až do 25 % ceny autobusu): 
- autobus do 7,5 m: 0,25 milionu; v MHD 0,5 milionu
- autobus do 10,7 m: 0,6 milionu; v MHD 1 milion
- autobus do 13 m: 0,7 milionu (na nízkopodlažní od 10,7 do 13 m navíc dotace 0,3 milionu); v MHD 1,3 milionu
- autobus nad 13 m: 1 milionu; v MHD 2 miliony
- nízkopodlažní elektrobus pro MHD délky od 11 m: 1,2 milionu (+ 0,6 milionu příspěvek na elektrický pohon)

Fixní příspěvek na nástupní plošinu pro vozíčkáře v ne-městské dopravě je 0,2 milionu, na plynový pohon 0,5 milionu. V MHD je fixní příspěvek na plynový nebo elektrický pohon 0,6 milionu. Příspěvek na informační systém pro nevidomé a slabozraké v MHD je 12 tisíc až 24 tisíc na vozidlo.

## Stav vozového parku v Česku
V roce 1996 bylo průměrné stáří autobusů 10,6 roků, 80 % autobusů bylo účetně odepsáno a pořízeno bylo jen 143 nových autobusů, což představuje roční obnovu 2,2 % z celkového počtu autobusů.
V roce 2006 bylo v ČR evidováno 6535 autobusů určených pro veřejnou linkovou dopravu (jak v dotovaném závazku veřejné služby, tak na nedotovaných linkách). Účetně odepsáno (tj. starší 6 let) bylo 59,5 % z nich, provozně odepsáno (tj. starší 10 let) 42,5 % z nich (2780 autobusů), 1955 autobusů bylo starších 15 let a 471 autobusů bylo starších než z roku 1988.  Definice přiměřeného zisku v nařízení vlády č. 493/2004 Sb., o prokazatelné ztrátě ve veřejné linkové dopravě, vychází z potřeby 8letého cyklu obnovy vozidel.
V letech 1997–2005 činila státní podpora celkem 1827 milionů Kč a byla použita při nákupu 2975 nových autobusů. Roční obnova přesáhla 5 %, což odpovídá průměrnému 20letému cyklu obnovy.

## Ochrana hospodářské soutěže
V červnu 2000 Úřad pro ochranu hospodářské soutěže zastavil řízení, v němž Ministerstvo dopravy a spojů žádalo o výjimku ze zákazu veřejné podpory podle § 2 zákona č. 59/2000 Sb., o veřejné podpoře. ÚOHS dospěl k závěru, že na tuto podporu se zákaz veřejné podpory nevztahuje, protože program nenaplňuje podmínku narušení nebo hrozby narušením hospodářské soutěže v míře, jíž může být dotčen obchod mezi Českou republikou a členskými státy Evropské unie, a tedy není třeba výjimky.
Podle návrhu na podporu od roku 2008 dopravce nesmí využívat vozidla pořízená s dotací ze státního rozpočtu na výkony poskytované na základě smlouvy o veřejné službě v případě, že s ním ze strany příslušného objednatele veřejné dopravy byla uzavřena smlouva na základě poptávkového nebo koncesního řízení, které se zúčastnili i jiní dopravci. Tato podmínka se neuplatní v případě, že v zadávacích a hodnotících podmínkách bylo poskytování dotací podle tohoto programu zohledněno tak, aby bylo zajištěno rovné a nediskriminační postavení dopravců, kteří předložili své nabídky s a bez využití vozidel pořízených se státní dotací.